# Втрати 71-го мотострілецького полку (РФ)
У статті наведено подробиці поіменних втрат 71-го мотострілецького полку, збройних сил РФ у різних війнах.

## Російсько-грузинська війна
| п/п | Прізвище, ім'я, по батькові                                  | Звання             | Дата народження | Дата смерті | Місце смерті                       |
| --- | ------------------------------------------------------------ | ------------------ | --------------- | ----------- | ---------------------------------- |
| 1.  | Газієв Артур Батирбекович (рос. Газиев Артур Батырбекович)   | сержант            | 05.03.1994      | 10.08.2008  | Ґорський муніципалітет             |
| 2.  | Дмитрієв Микола Рюрикович (рос. Дмитриев Николай Рюрикович)  | рядовий            |                 | 10.08.2008  | с. Аргвіці, Ґорський муніципалітет |
| 3.  | Монтаєв Василь Юрійович (рос. Монтаев Василий Юрьевич)       | рядовий            | 20.07.1982      | 10.08.2008  | с. Аргвіці, Ґорський муніципалітет |
| 4.  | Гаджієв Шаміль Магомедович (рос. Гаджиев Шамиль Магомедович) | рядовий            |                 | 10.08.2008  | с. Прісі, Південна Осетія          |
| 5.  | Кузякін Єгор Олександрович (рос. Кузякин Его Александрович)  | рядовий            |                 | 10.08.2008  | с. Прісі, Південна Осетія          |
| 6.  | Прядко Сергій Миколайович (рос. Прядко Сергей Николаевич)    | рядовий            |                 | 10.08.2008  | с. Прісі, Південна Осетія          |
| 7.  | Нефф Віталій Віталійович (рос. Нефф Виталий Витальевич)      | молодший лейтенант | 02.02.1984      | 10.08.2008  | Цхінвалі                           |

## Російсько-українська війна
| п/п | Прізвище, ім'я, по батькові                                            | Звання                     | Дата народження | Дата смерті   | Місце смерті                    |
| --- | ---------------------------------------------------------------------- | -------------------------- | --------------- | ------------- | ------------------------------- |
| 1.  | Семенов Ілля Сергійович (рос. Семёнов Илья Сергеевич)                  | старший лейтенант          | 10.08.1994      | 24.02.2022    |                                 |
| 2.  | Галямов Ільвир Ільмирович (рос. Галлямов Ильвир Ильмирович)            | старший лейтенант          | 30.04.1997      | 05.03.2022    |                                 |
| 3.  | Плаксій Євген Володимирович (рос. Плаксий Евгений Владимирович)        | капітан                    | 28.06.1987      | 10.03.2022    |                                 |
| 4.  | Шапієв Саїд Гаджилаєвич (рос. Шапиев Саид Гаджилаевич)                 | єфрейтор                   | 05.04.1989      | 18.03.2022    |                                 |
| 5.  | Головко Денис Олександрович (рос. Денис Александрович Головко)         | майор                      | 19.08.1987      | 29.03.2022    |                                 |
| 6.  | Єржанов Іван Бісімбаєвич (рос. Ержанов Иван Бисимбаевич)               | єфрейтор                   | 23.07.1980      | 11.04.2022    | Оріхів                          |
| 7.  | Лихошва Віктор Миколайович (рос. Лихошва Виктор Николаевич)            | старший прапорщик          | 18.12.1973      | 21.04.2022    |                                 |
| 8.  | Остапенко Данил Андрійович (рос. Остапенко Данил Андреевич)            |                            | 27.08.2000      | 24.04.2022    |                                 |
| 9.  | Пчолкін Владислав Олександрович (рос. Пчелкин Владислав Александрович) | лейтенант                  | 15.02.1997      | 26.04.2022    |                                 |
| 10. | Чумак Андрій Анатолійович (рос. Чумак Андрей Анатольевич)              | старший прапорщик          | 19.03.1977      | 27.04.2022    | Старомлинівка                   |
| 11. | Уруджуєв Курбан Байрамбекович (рос. Уруджев Курбан Байрамбекович)      | єфрейтор                   | 27.06.1974      | 09.05.2022    |                                 |
| 12. | Дулаєв Санал Бадмаєвич (рос. Дулаев Санал Бадмаевич)                   | сержант                    | 22.07.1984      | 14.05.2022    | с. Солодке (Волноваський район) |
| 13. | Давидов Вадим Юрійович (рос. Давыдов Вадим Юрьевич)                    | лейтенант                  |                 | до 19.05.2022 |                                 |
| 14. | Клименко Сергій Сергійович (рос. Клименко Сергей Сергеевич)            | рядовий                    | 26.07.1994      | 01.06.2022    |                                 |
| 15. | Кудрін Олександр Сергійович (рос. Кудрин Александр Сергеевич)          |                            | 15.04.1991      | 11.08.2022    |                                 |
| 16. | Аветисян Роберт Сергійович (рос. Аветисян Эдуард Сергеевич)            | рядовий                    | 07.10.2002      | 16.11.2022    |                                 |
| 17. | Казімагомедов Сергій Ігорович (рос. Казимагомедов Сергей Игоревич)     | рядовий                    | 21.04.1989      | 11.12.2022    | Мар'їнка                        |
| 18. | Заураєв Джамбулат Абубакарович (рос. Заураев Джамбулат Абубакарович)   |                            | 09.07.1988      | 30.12.2022    |                                 |
| 19. | Ситалієв Аслбек Нурбулатович (рос. Ситалиев Аслбек Нурбулатович)       | рядовий                    | 21.01.1990      | 24.04.2023    |                                 |
| 20. | Молитвин Іван Олександрович (рос. Молитвин Иван Александрович)         | майор, командир батальйону | 12.08.1988      | 24.04.2023    |                                 |
| 21. | Боков Мустафа Курейшевич (рос. Боков Мустафа Курейшевич)               | підполковник               | 23.08.1986      | 15.05.2023    |                                 |
| 22. | Шашуєв Вагід Сапівулаєвич (рос. Шашуев Вагид Сапивулаевич)             |                            | 19.02.1991      | 23.05.2023    | Роботине                        |
| 23. | Нікілін Михайло Андрійович (рос. Никилин Михаил Андреевич)             | полковник, командир полку  | 03.01.1985      | 30.05.2023    | Запорізька область              |
| 24. | Шершицький Денис Олександрович (рос. Шершицкий Денис Александрович)    | капітан                    | 26.12.1981      | 08.06.2023    | Роботине                        |
| 25. | Мазітов Ільдар Чулпанович (рос. Мазитов Ильдар Чулпанович)             | майор                      | 09.09.1988      | 08.06.2023    | Запорізька область              |
| 26. | Чернишов Семен Олександрович (рос. Чернышов Семен Александрович)       | старший лейтенант          | 27.06.1998      | 29.07.2023    |                                 |
| 27. | Шеварьов Олександр Вікторович (рос. Шеварев Александр Викторович)      |                            | 27.02.1988      | 19.08.2023    |                                 |
| 28. | Лушин Микола Павлович (рос. Лушин Николай Павлович)                    | старший лейтенант          | 25.02.1990      | 15.09.2023    | Роботине                        |